# Cornești (Cluj)
Cornești (Hongaars: Magyarszarvaskend) is een gemeente in Cluj. Cornești ligt in de regio Transsylvanië, in het westen van Roemenië.
De gemeente bestaat uit 9 dorpen; Bârlea (Ónok), Cornești, Igriția (Kisigrice), Lujerdiu (Lózsárd), Morău (Móró), Stoiana (Esztény), Tiocu de Jos (Alsótök), Tiocu de Sus (Felsőtök) en Tioltiur (Tötör). 
In 2011 had de gemeente een bevolking van 1.493 inwoners, 80% daarvan is Roemeens, 14% Hongaars.

## Foto's

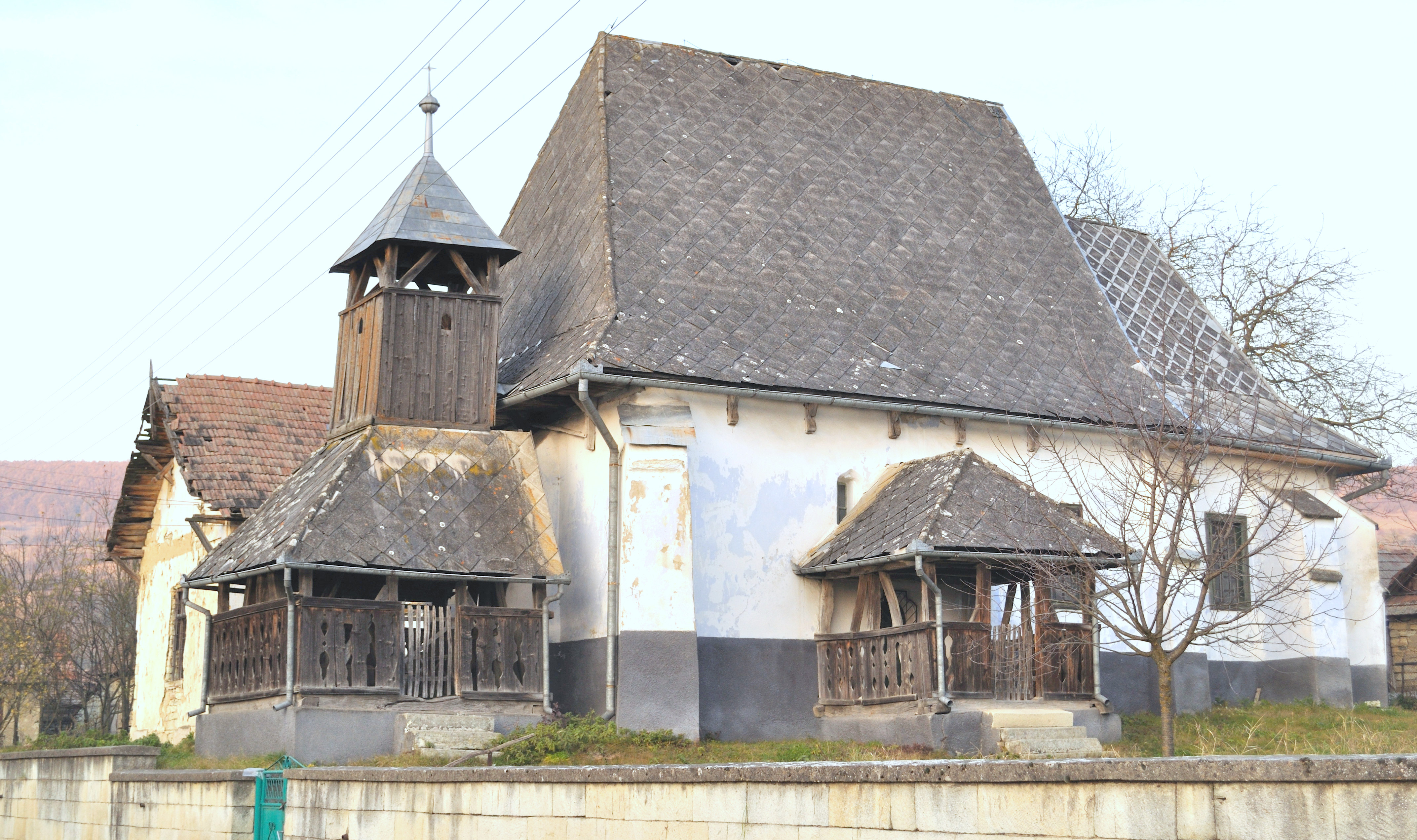
Hongaars Gereformeerde kerk Toicu de Jos (Alsótők)
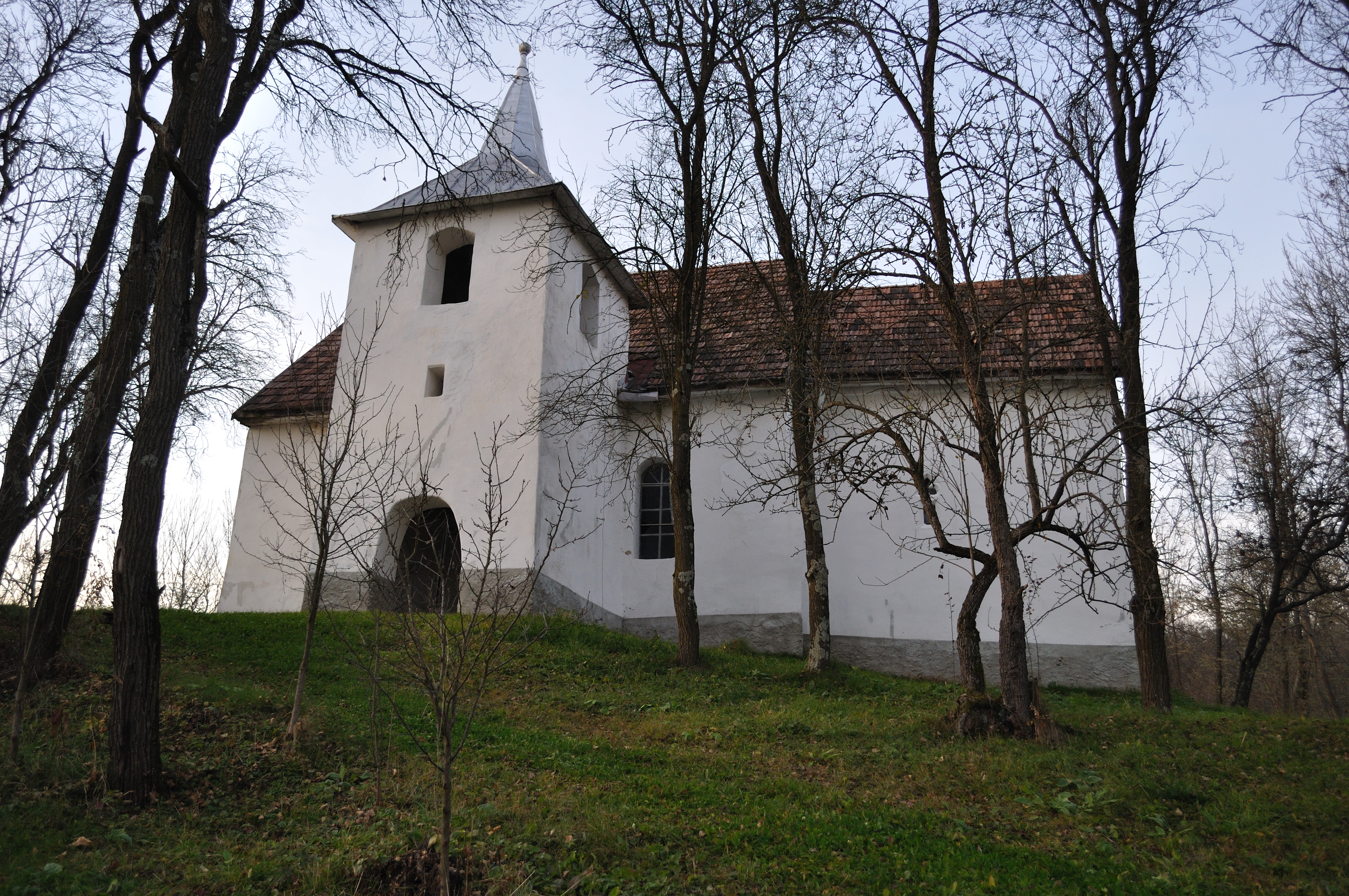
Hongaars Gereformeerde kerk Toicu de Sus (Felsőtök)
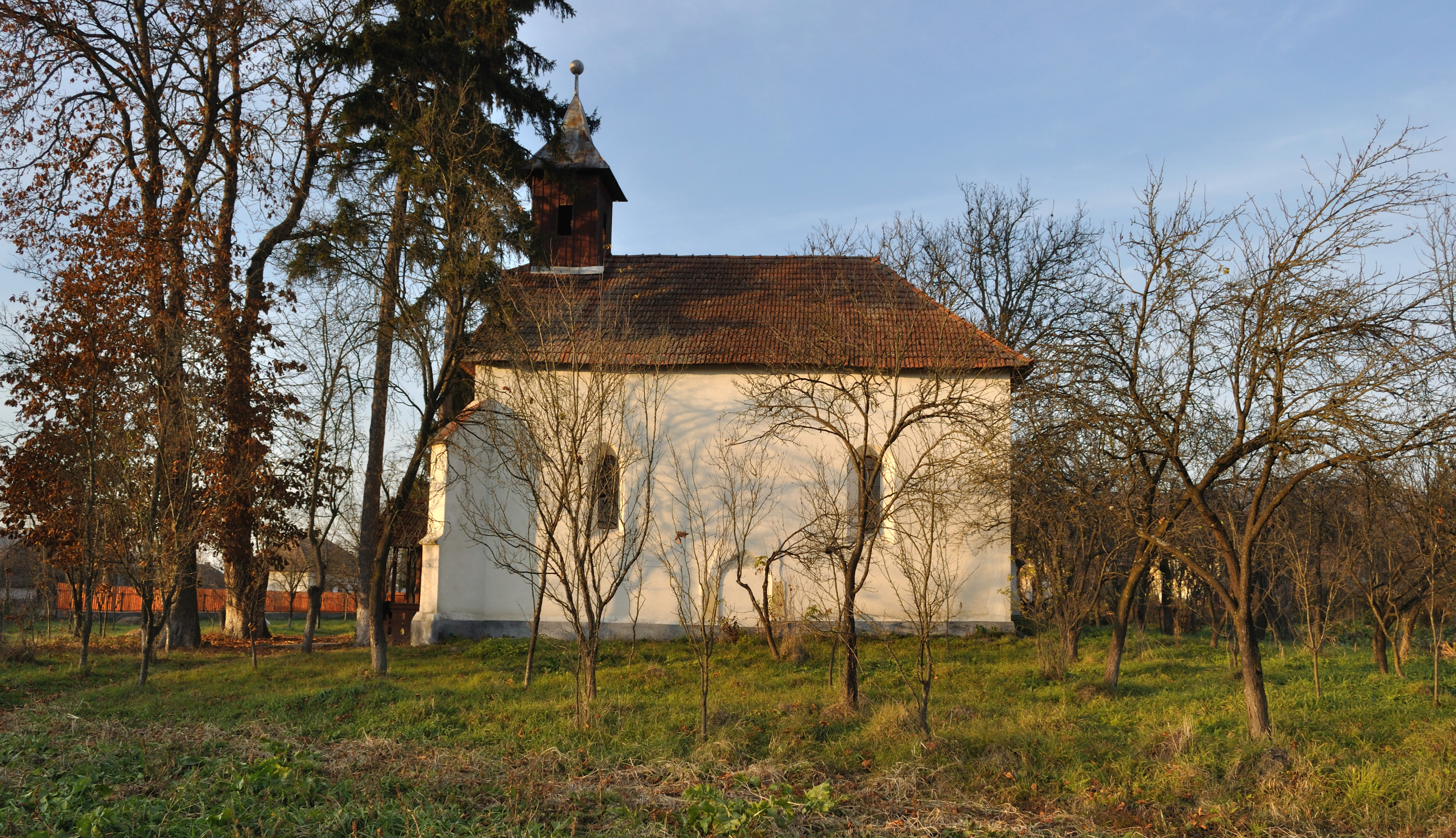
Hongaars Gereformeerde Kerk Stoiana (Esztény)
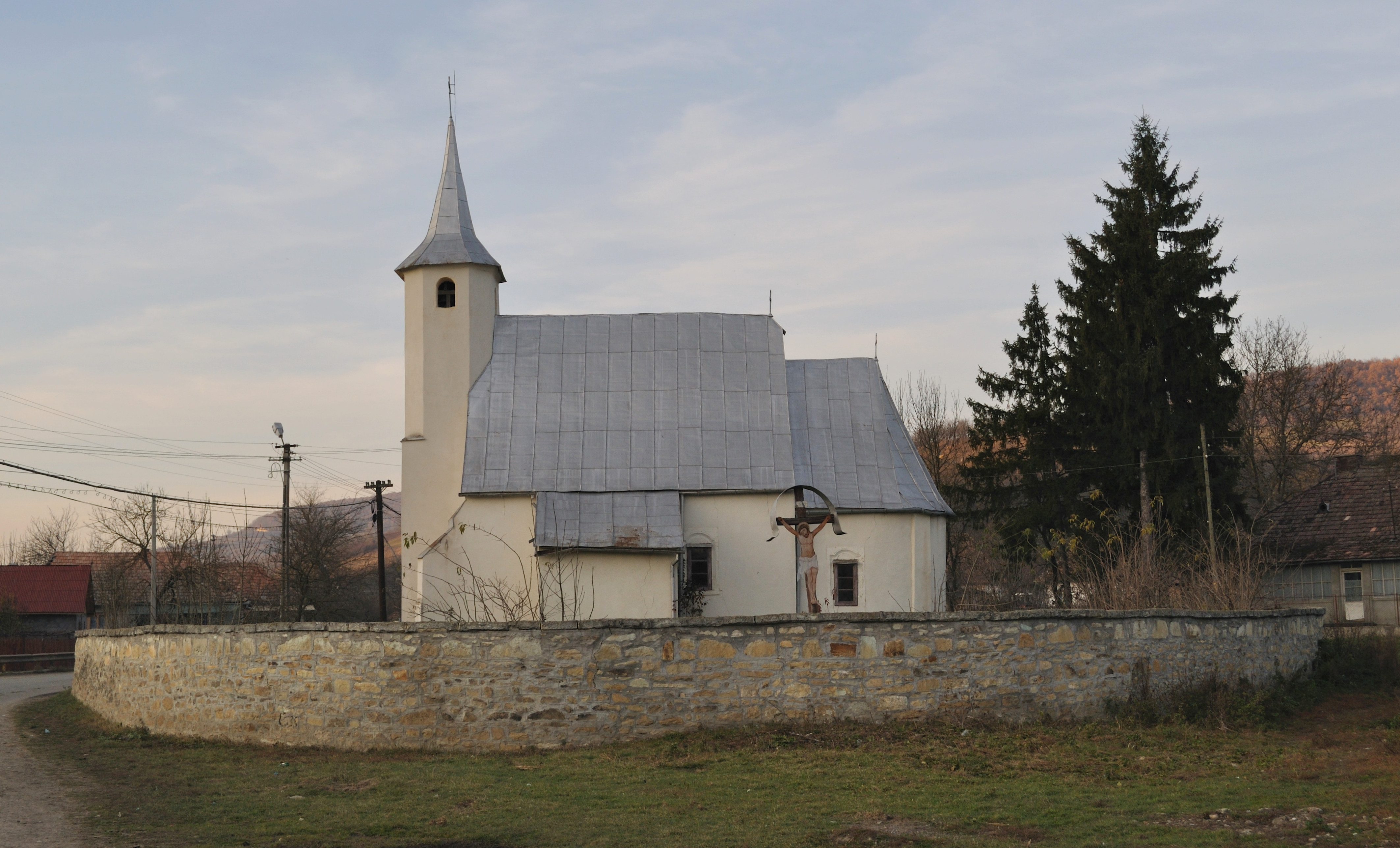
Rooms-katholieke kerk Cornești

Steden met gemeentestatus: Cluj-Napoca · Turda · Câmpia Turzii · Dej · Gherla

Stad zonder gemeentestatus: Huedin

Gemeenten: Aghireșu · Aiton · Aluniș · Apahida · Așchileu Mare · Baciu · Băișoara · Beliș · Bobâlna · Bonțida · Borșa · Buza · Căianu · Călățele · Cămărașu · Căpușu Mare · Cășeiu · Cătina · Câțcău · Ceanu Mare · Chinteni · Chiuiești · Ciucea · Ciurila · Cojocna · Cornești · Cuzdrioara · Dăbâca · Feleacu · Fizeșu Gherlii · Florești · Frata · Gârbău · Geaca · Gilău · Iara · Iclod · Izvoru Crișului · Jichișu de Jos · Jucu · Luna · Măguri-Răcătău · Mănăstireni · Mărgău · Mărișel · Mica · Mihai Viteazu · Mintiu Gherlii · Mociu · Moldovenești · Negreni · Pălatca · Panticeu · Petreștii de Jos · Ploscoș · Poieni · Râșca · Recea-Cristur · Săcuieu · Săndulești · Săvădisla · Sânncraiu · Sânmartin · Sânpaul · Someșeni · Sic · Suatu · Tritenii de Jos · Tureni · Țaga · Unguraș · Vad · Valea Ierii · Viișoara · Vultureni